# Solanum sect. Anarrhichomenum
Solanum sect. Anarrhichomenum es una sección del género Solanum. Incluye las siguientes especies.

## Especies
- Solanum appendiculatum Humb. & Bonpl. ex Dunal
- Solanum brevifolium Humb. & Bonpl. ex Dunal
- Solanum complectens M. Nee & G. J. Anderson